# Isaloides yollotl
Isaloides yollotl là một loài nhện trong họ Thomisidae.
Loài này thuộc chi Isaloides. Isaloides yollotl được Mauricio Jiménez miêu tả năm 1992.